# 3 (số)
3 (ba) là một số tự nhiên ngay sau 2 và ngay trước 4. Ba là số nguyên tố thứ hai (sau 2).
- - Số ba được quan niệm là số tài (theo quan niệm của người Việt Nam).
  - Số ba được quan niệm là tốt về tiền bạc (3 - tam gọi lái đi là tài: tiền - theo quan niệm của người Việt Nam và Trung Quốc)
  - Thể tích của một hình lập phương có độ dài một cạnh là x: x3
  - Số ba là độ dài của cạnh góc vuông trong tam giác Ai Cập.
  - Bình phương của 3 là 9.
  - Căn bậc hai của 3 là 1,732050808
  - ⅓ = 0,333333...
  - 3 là một số tam giác

## Trong hóa học
- 3 là số hiệu nguyên tử của nguyên tố Lithi (Li)

## Thần thoại
- Trong thần thoại Hy Lạp, The Big Three là từ dùng để chỉ ba vị thần cai quan bầu trời, biển cả và địa ngục gồm Zeus, Poseidon và Hades
- Trong thần thoại Hy Lạp, Bắc Âu và Slavic đều có ba nữ thần mệnh
- Thần thoại Ấn Độ có ba vị thần tối cao là Brahma, Vishnu và Shiva